# Hans-Peter Kröner
Hans-Peter Kröner (* 20. März 1949 in Bottrop) ist ein deutscher Medizinhistoriker.

## Leben
Nach dem Studium der Humanmedizin an der Universität Münster (1970–1976), der Promotion 1980 zum Doktor der Medizin in Münster und der Habilitation 1995 für das Fach Theorie und Geschichte der Medizin an der Medizinischen Fakultät der Universität Münster wurde er 2002 zum außerplanmäßigen Professor ernannt.

## Schriften (Auswahl)
- Die Eugenik in Deutschland von 1891 bis 1934. 1980.
- mit Richard Toellner und Karin Weisemann: Erwin Baur. Naturwissenschaft und Politik. Gutachten zu der Frage, „inwieweit Erwin Baur in die geistige Urheberschaft der historischen Verbrechen, die der Nationalsozialismus begangen hat, verstrickt war oder nicht“. München 1994.
- Von der Rassenhygiene zur Humangenetik. Das Kaiser-Wilhelm-Institut für Anthropologie, Menschliche Erblehre und Eugenik nach dem Kriege. Stuttgart 1998, ISBN 3-437-21228-1.